# Abierto de Estados Unidos 1997
Lista de los campeones del Abierto de Estados Unidos de 1997:

## Individual masculino
Patrick Rafter (AUS) d. Greg Rusedski (GBR), 6–3, 6–2, 4–6, 7–5

## Individual femenino
Martina Hingis (Suiza) d. Venus Williams (USA), 6–0, 6–4

## Dobles masculino
Yevgeny Kafelnikov(RUS)/Daniel Vacek (República Checa)

## Dobles femenino
Lindsay Davenport (USA)/Jana Novotná (República Checa)

## Dobles mixto
Manon Bollegraf (Holanda)/Rick Leach (USA)
| Predecesor: 1996                         | Abierto de Estados Unidos 1997 | Sucesor: 1998                      |
| Predecesor: Campeonato de Wimbledon 1997 | Grand Slam 1997                | Sucesor: Abierto de Australia 1998 |

- Datos: Q734444